# Nastra
Nastra là một chi bướm ngày thuộc họ Bướm nâu.